# HESA Shahed 129
L'HESA Shahed 129 (in persiano: شاهد ۱۲۹), chiamato anche Shahed 129 o S129, è  una munizione circuitante (un tipo di arma noto anche come "drone suicida") progettata dall'azienda aeronautica iraniana Shahed e costruita dalla Iran Aircraft Manufacturing Industries Corporation (HESA).
È un aeromobile a pilotaggio remoto monomotore a media altitudine e lunga gittata, progettato dalla Shahed Aviation Industries per la Forza aerospaziale del Corpo delle guardie della rivoluzione islamica. Lo Shahed 129 è in grado di svolgere missioni di combattimento e di ricognizione e ha un'autonomia di 24 ore; è simile per dimensioni, forma e tipologia d'impiego all'americano MQ-1 Predator.
Il drone è stato utilizzato per attacchi aerei durante la guerra civile siriana e per il pattugliamento del confine orientale dell'Iran. È stato anche impiegato nella guerra tra Russia e Ucraina nel 2022 da parte delle forze russe.